# Euscorpius kritscheri
Espèce
Euscorpius kritscheri est une espèce de scorpions de la famille des Euscorpiidae.

## Distribution
Cette espèce est endémique des Cyclades en Grèce. Elle se rencontre sur Tinos.

## Description
La femelle holotype mesure 31,90 mm et la femelle paratype 32,25 mm et les mâles paratypes 30,05 mm et 33,00 mm.

## Étymologie
Cette espèce est nommée en l'honneur d'Erich Kritscher (1927–2010).

## Publication originale
- Fet, Soleglad, Parmakelis, Kotsakiozi & Stathi, 2013 : A new species of Euscorpius from Tinos Island, Greece (Scorpiones: Euscorpiidae). Revista Ibérica de Aracnología, no 23, p. 3-10 (texte intégral).